# Кубок Азії з футболу 2000
Кубок Азії 2000 — міжнародний футбольний турнір серед азійських збірних. 12-й за ліком Кубок Азії, фінальний турнір якого пройшов у Лівані з 12 по 29 жовтня 2000 року.

## Учасники
У турнірі змагалися 12 збірних, разом із кваліфікацією — 42.
Автоматично потрапили на турнір:
- Ліван — організатор
- Саудівська Аравія — переможець Кубка Азії 1996

Відбірковий турнір пройшли:
| - Китай - Індонезія - Іран - Ірак - Японія | - Кувейт - Південна Корея - Катар - Таїланд - Узбекистан |

## Стадіони
Для проведення матчів Кубку Азії — 2000 АФК зібрала 3 стадіони в трьох містах:
| Бейрут Сайда Триполі                              |                           |                                  |
| Бейрут                                            | Сайда                     | Триполі                          |
| Спортивний міський стадіон імені Каміль Шамун     | Міжнародний стадіон Саїди | Міжнародний олімпійський стадіон |
| Місткість: 47 799                                 | Місткість: 22 600         | Місткість: 22 400                |
| InteСпортивний міський стадіон імені Каміль Шамун | Міжнародний стадіон Саїди | Міжнародний олімпійський стадіон |

## Груповий етап
Увесь час — ліванський літній (UTC+3)

### Група A
| Поз | Команда | І | В | Н | П | ГЗ | ГП | РГ | О | Кваліфікація                   |
| --- | ------- | - | - | - | - | -- | -- | -- | - | ------------------------------ |
| 1   | Іран    | 3 | 2 | 1 | 0 | 6  | 1  | +5 | 7 | Кваліфікація до стадії плей-оф |
| 2   | Ірак    | 3 | 1 | 1 | 1 | 4  | 3  | +1 | 4 | Кваліфікація до стадії плей-оф |
| 3   | Таїланд | 3 | 0 | 2 | 1 | 2  | 4  | −2 | 2 |                                |
| 4   | Ліван   | 3 | 0 | 2 | 1 | 3  | 7  | −4 | 2 |                                |

Результати матчів
| 12.10.2000 15:05 |

| Ірак                                  | 2–0      | Таїланд |
| ------------------------------------- | -------- | ------- |
| - Катан Чатір 27' - Хайдар Махмуд 60' | Протокол |         |

| Міжнародний стадіон Саїди, Сайда Глядачів: 2 500 Арбітр: Тору Камікава |

| 12.10.2000 20:45 |

| Ліван | 0–4      | Іран                                        |
| ----- | -------- | ------------------------------------------- |
|       | Протокол | - Багері 19' - Естілі 75', 87' - Даеї 90+1' |

| Спортивний міський стадіон імені Каміль Шамун, Бейрут Глядачів: 52 418 Арбітр: Лу Цзюнь |

| 15.10.2000 17:05 |

| Іран     | 1–1      | Таїланд     |
| -------- | -------- | ----------- |
| Даеї 73' | Протокол | Пітурат 12' |

| Спортивний міський стадіон імені Каміль Шамун, Бейрут Глядачів: 10 000 Арбітр: Саад Каміль аль-Фідхлі |

| 15.10.2000 19:45 |

| Ліван                     | 2–2      | Ірак         |
| ------------------------- | -------- | ------------ |
| - Шагрур 28' - Гожейж 76' | Протокол | Джаїр 5' 22' |

| Спортивний міський стадіон імені Каміль Шамун, Бейрут Глядачів: 30 000 Арбітр: Кім Йон Джу |

| 18.10.2000 19:35 |

| Іран     | 1–0      | Ірак |
| -------- | -------- | ---- |
| Даеї 77' | Протокол |      |

| Міжнародний стадіон Саїди, Сайда Глядачів: 8 582 Арбітр: Омер аль-Механна |

| 18.10.2000 19:35 |

| Ліван         | 1–1      | Таїланд     |
| ------------- | -------- | ----------- |
| Фернандеш 83' | Протокол | Пітурат 58' |

| Спортивний міський стадіон імені Каміль Шамун, Бейрут Глядачів: 45 000 Арбітр: Лу Цзюнь |

### Група В
| Поз | Команда        | І | В | Н | П | ГЗ | ГП | РГ | О | Кваліфікація                   |
| --- | -------------- | - | - | - | - | -- | -- | -- | - | ------------------------------ |
| 1   | КНР            | 3 | 1 | 2 | 0 | 6  | 2  | +4 | 5 | Кваліфікація до стадії плей-оф |
| 2   | Кувейт         | 3 | 1 | 2 | 0 | 1  | 0  | +1 | 5 | Кваліфікація до стадії плей-оф |
| 3   | Південна Корея | 3 | 1 | 1 | 1 | 5  | 3  | +2 | 4 |                                |
| 4   | Індонезія      | 3 | 0 | 1 | 2 | 0  | 7  | −7 | 1 |                                |

Результати матчів
| 13.10.2000 17:05 |

| Південна Корея                      | 2–2      | КНР                                      |
| ----------------------------------- | -------- | ---------------------------------------- |
| - Лі Йон Пхьо 30' - Нох Чун Йон 58' | Протокол | - Су Маочжень 36' - Фань Чжиї 66' (пен.) |

| Міжнародний олімпійський стадіон, Триполі Глядачів: 1 000 Арбітр: Омер аль-Механна |

| 13.10.2000 19:45 |

| Кувейт | 0–0      | Індонезія |
| ------ | -------- | --------- |
|        | Протокол |           |

| Міжнародний олімпійський стадіон, Триполі Глядачів: 2 000 Арбітр: Таджаддін Фарес |

| 16.10.2000 17:05 |

| КНР                                                        | 4–0      | Індонезія |
| ---------------------------------------------------------- | -------- | --------- |
| - Лі Мін 2' - Шень Сі 7' (пен.) - Ян Чень 10' - Ці Хун 90' | Протокол |           |

| Міжнародний олімпійський стадіон, Триполі Глядачів: 2 000 Арбітр: Набіл Аяд |

| 16.10.2000 19:45 |

| Південна Корея | 0–1      | Кувейт          |
| -------------- | -------- | --------------- |
|                | Протокол | аль-Хувайді 43' |

| Міжнародний олімпійський стадіон, Триполі Глядачів: 5 000 Арбітр: Браян Голл |

| 19.10.2000 17:05 |

| КНР | 0–0      | Індонезія |
| --- | -------- | --------- |
|     | Протокол |           |

| Міжнародний олімпійський стадіон, Триполі Глядачів: 5 000 Арбітр: Шамсум Маден |

| 19.10.2000 19:45 |

| Південна Корея             | 3–0      | Кувейт |
| -------------------------- | -------- | ------ |
| Лі Дон Гук 30', 76', 90+1' | Протокол |        |

| Спортивний міський стадіон імені Каміль Шамун, Бейрут Глядачів: 500 Арбітр: Тору Камікава |

### Група C
| Поз | Команда           | І | В | Н | П | ГЗ | ГП | РГ  | О | Кваліфікація                   |
| --- | ----------------- | - | - | - | - | -- | -- | --- | - | ------------------------------ |
| 1   | Японія            | 3 | 2 | 1 | 0 | 13 | 3  | +10 | 7 | Кваліфікація до стадії плей-оф |
| 2   | Саудівська Аравія | 3 | 1 | 1 | 1 | 6  | 4  | +2  | 4 | Кваліфікація до стадії плей-оф |
| 3   | Катар             | 3 | 0 | 3 | 0 | 2  | 2  | 0   | 3 |                                |
| 4   | Узбекистан        | 3 | 0 | 1 | 2 | 2  | 14 | −12 | 1 |                                |

Результати матчів
| 14.10.2000 17:05 |

| Саудівська Аравія | 1–4      | Японія                                                |
| ----------------- | -------- | ----------------------------------------------------- |
| Моріока 90' (аг)  | Протокол | - Янагісава 22' - Такахара 37' - Нанамі 53' - Оно 88' |

| Міжнародний стадіон Саїди, Сайда Глядачів: 5 000 Арбітр: Алі Буджсаїм |

| 14.10.2000 19:45 |

| Катар     | 1–1      | Узбекистан  |
| --------- | -------- | ----------- |
| Голам 61' | Протокол | Касимов 73' |

| Міжнародний стадіон Саїди, Сайда Глядачів: 5 000 Арбітр: Мохд Назрі Абдулла |

| 17.10.2000 17:05 |

| Японія                                                                           | 8–1      | Узбекистан |
| -------------------------------------------------------------------------------- | -------- | ---------- |
| - Морісіма 7' - Нісідзава 14', 25', 49' - Такахара 18', 20', 57' - Кітадзіма 79' | Протокол | Лущан 29'  |

| Міжнародний стадіон Саїди, Сайда Глядачів: 2 000 Арбітр: Шамсум Маден |

| 17.10.2000 19:45 |

| Саудівська Аравія | 0–0      | Катар |
| ----------------- | -------- | ----- |
|                   | Протокол |       |

| Міжнародний стадіон Саїди, Сайда Глядачів: 5 000 Арбітр: Таджаддін Фарес |

| 20.10.2000 19:35 |

| Саудівська Аравія                                            | 5–0      | Узбекистан |
| ------------------------------------------------------------ | -------- | ---------- |
| - аль-Отаїбі 18' - Аш-Шальхуб 35', 78', 86' - аль-Тем'ят 88' | Протокол |            |

| Міжнародний стадіон Саїди, Сайда Глядачів: 2 000 Арбітр: Кім Йон Джу |

| 20.10.2000 19:35 |

| Японія        | 1–1      | Катар           |
| ------------- | -------- | --------------- |
| Нісідзава 61' | Протокол | аль-Обайдлі 22' |

| Спортивний міський стадіон імені Каміль Шамун, Бейрут Глядачів: 2 000 Арбітр: Набіл Аяд |

### Відбір найкращих
Наприкінці групового етапу, було проведено порівняння між командами, які зайняли треті місця у своїй групі. Дві найкращих команди виходять до чвертьфіналу.
| М  | Команда        | І | В | Н | П | МЗ | МП | РМ | О |
| -- | -------------- | - | - | - | - | -- | -- | -- | - |
| 1. | Південна Корея | 3 | 1 | 1 | 1 | 5  | 3  | +2 | 4 |
| 2. | Катар          | 3 | 0 | 3 | 0 | 2  | 2  | 0  | 3 |
| 3. | Таїланд        | 3 | 0 | 2 | 1 | 2  | 4  | −2 | 2 |

 Південна Корея (найкраще третє місце) і  Катар (друге найкраще третє місце) мають право брати участь у чвертьфіналі.

## Плей-оф
Увесь час — ліванський літній (UTC+3)
Додатковий час грали до золотого гола.
|  | Чвертьфінали             | Чвертьфінали        |                     |                | Півфінали   | Півфінали   |  |  | Фінал               | Фінал |
|  |                          |                     |                     |                |             |             |  |  |                     |       |
|  | 23 жовтень — Сайда       |                     |                     |                |             |             |  |  |                     |       |
|  |                          |                     |                     |                |             |             |  |  |                     |       |
|  | КНР                      | 3                   |                     |                |             |             |  |  |                     |       |
|  | КНР                      | 3                   | 26 жовтень — Бейрут |                |             |             |  |  |                     |       |
|  | Катар                    | 1                   |                     |                |             |             |  |  |                     |       |
|  | Катар                    | 1                   | КНР                 | 2              |             |             |  |  |                     |       |
|  | 24 жовтень — Бейрут      |                     | КНР                 | 2              |             |             |  |  |                     |       |
|  |                          | Японія              | 3                   |                |             |             |  |  |                     |       |
|  | Японія                   | Японія              | 3                   | 4              |             |             |  |  |                     |       |
|  | Японія                   |                     | 29 жовтень — Бейрут | 4              |             |             |  |  |                     |       |
|  | Ірак                     | 1                   |                     |                |             |             |  |  |                     |       |
|  | Ірак                     | 1                   | Японія              | 1              |             |             |  |  |                     |       |
|  | 23 жовтень — Триполі     |                     | Японія              | 1              |             |             |  |  |                     |       |
|  |                          | Саудівська Аравія   | 0                   |                |             |             |  |  |                     |       |
|  | Іран                     | Саудівська Аравія   | 0                   | 1              |             |             |  |  |                     |       |
|  | Іран                     | 26 жовтень — Бейрут |                     | 1              |             |             |  |  |                     |       |
|  | Південна Корея (д.ч.)    | 2                   |                     |                |             |             |  |  |                     |       |
|  | Південна Корея (д.ч.)    | 2                   | Південна Корея      | 1              | Третє місце | Третє місце |  |  |                     |       |
|  | 24 жовтень — Бейрут      |                     | Південна Корея      | 1              | Третє місце | Третє місце |  |  |                     |       |
|  |                          | Саудівська Аравія   | 2                   |                |             |             |  |  |                     |       |
|  | Кувейт                   | Саудівська Аравія   | 2                   | 2              | КНР         | 0           |  |  |                     |       |
|  | Кувейт                   |                     |                     | 2              | КНР         | 0           |  |  |                     |       |
|  | Саудівська Аравія (д.ч.) | 3                   |                     | Південна Корея | 1           |             |  |  |                     |       |
|  | Саудівська Аравія (д.ч.) | 3                   |                     |                | 1           |             |  |  |                     |       |
|  |                          |                     |                     |                |             |             |  |  | 29 жовтень — Бейрут |       |
|  |                          |                     |                     |                |             |             |  |  |                     |       |

### Чвертьфінал
| 23.10.2000 16:45 |

| Іран             | 1–2 (д.ч.) | Південна Корея                     |
| ---------------- | ---------- | ---------------------------------- |
| Карім Багері 71' | Протокол   | - Кім Сан Сік 90' - Лі Дон Ґук 99' |

| Міжнародний олімпійський стадіон, Триполі Глядачів: 5 000 Арбітр: Алі Буджсаїм |

| 23.10.2000 19:45 |

| КНР                                    | 3–1      | Катар         |
| -------------------------------------- | -------- | ------------- |
| - Лі Мін 9' - Ці Хун 38' - Ян Чень 54' | Протокол | аль-Еназі 65' |

| Міжнародний стадіон Саїди, Сайда Глядачів: 3 000 Арбітр: Мохд Назрі Абдулла |

| 24.10.2000 16:45 |

| Японія                                        | 4–1      | Ірак     |
| --------------------------------------------- | -------- | -------- |
| - Нанамі 8', 29' - Такахара 11' - Мьодзін 62' | Протокол | Обеїд 4' |

| Спортивний міський стадіон імені Каміль Шамун, Бейрут Глядачів: 2 000 Арбітр: Сирія Таджаддін Фарес |

| 24.10.2000 19:45 |

| Кувейт                          | 2–3 (д.ч.) | Саудівська Аравія                        |
| ------------------------------- | ---------- | ---------------------------------------- |
| - Абдулла 62' - аль-Хувайді 68' | Протокол   | - аль-Тем'ят 45+1' 109' - аль-Мешаль 72' |

| Спортивний міський стадіон імені Каміль Шамун, Бейрут Глядачів: 5 000 Арбітр: Браян Голл |

### Півфінал
| 26.10.2000 16:45 |

| Південна Корея   | 1–2      | Саудівська Аравія   |
| ---------------- | -------- | ------------------- |
| Лі Дон Ґук 90+1' | Протокол | аль-Мешаль 76', 80' |

| Спортивний міський стадіон імені Каміль Шамун, Бейрут Глядачів: 7 000 Арбітр: Саад Каміль аль-Фідхлі |

| 26.10.2000 19:45 |

| КНР                        | 2–3      | Японія                                                       |
| -------------------------- | -------- | ------------------------------------------------------------ |
| - Ці Хун 30' - Ян Чень 48' | Протокол | - Фань Чжиї 21' (аг) - Нісідзава 53' - Мьодзін Томокадзу 61' |

| Спортивний міський стадіон імені Каміль Шамун, Бейрут Глядачів: 5 000 Арбітр: Шамсум Маден |

### Матч за 3-е місце
| 29.10.2000 17:05 |

| Південна Корея | 1–0      | КНР |
| -------------- | -------- | --- |
| Лі Дон Ґук 76' | Протокол |     |

| Спортивний міський стадіон імені Каміль Шамун, Бейрут Глядачів: 10 000 Арбітр: Набіл Аяд |

### Фінал
| 29.10.2000 19:45 |

| Японія        | 1–0      | Саудівська Аравія |
| ------------- | -------- | ----------------- |
| Мотідзукі 30' | Протокол |                   |

| Спортивний міський стадіон імені Каміль Шамун, Бейрут Глядачів: 50 000 Арбітр: Алі Буджсаїм |

| GK             | 1  | Кавагуті Йосікацу  |    |         |
| D              | 3  | Мацуда Наокі       |    |         |
| D              | 4  | Моріока Рюдзо      | ЖК |         |
| D              | 6  | Хатторі Тосіхіро   |    |         |
| M              | 8  | Нанамі Хіросі      | ЖК |         |
| M              | 10 | Мотідзукі Сігейосі |    |         |
| M              | 12 | Морісіма Хіроакі   |    | 89'     |
| M              | 14 | Накамура Сюнсуке   |    |         |
| M              | 24 | Мьодзін Томокадзу  |    |         |
| F              | 9  | Такахара Наохіро   | ЖК | 80'     |
| F              | 29 | Нісідзава Акінорі  |    |         |
| Запасні:       |    |                    |    |         |
| M              | 15 | Оку Дайсуке        | ЖК | 88'     |
| M              | 30 | Оно Сіндзі         |    | 89'     |
| F              | 13 | Янагісава Ацусі    |    | 80' 88' |
| Тренер:        |    |                    |    |         |
| Філіпп Труссьє |    |                    |    |         |

| GK           | 1  | Мохамед Аль-Деайя    |    |     |
| D            | 3  | Мохаммед Аль-Хілайві |    |     |
| D            | 12 | Ахмед Дохі           |    |     |
| D            | 13 | Салех аль-Сакрі      |    |     |
| M            | 9  | Самі аль-Джабер      |    |     |
| M            | 16 | Фузі Аш-Шехрі        |    | 72' |
| M            | 17 | Абдулла Аль-Вакед    |    |     |
| M            | 18 | Наваф Аль-Тем'ят     |    |     |
| M            | 23 | Саїд аль-Досарі      | ЖК |     |
| F            | 19 | Хамза Ідріс          |    | 46' |
| F            | 29 | Таляль аль-Мешаль    |    |     |
| Запасні:     |    |                      |    |     |
| M            | 20 | Мохаммад Аш-Шальхуб  |    | 46' |
| M            | 14 | Марзук аль-Отаїбі    |    | 72' |
| Тренер:      |    |                      |    |     |
| Мілан Мачала |    |                      |    |     |

| Переможець Кубка Азії 2000 |
| -------------------------- |
| Японія 2-й титул           |

## Призи
Найкращий гравець
- Нанамі Хіросі

Найкращий бомбардир
- Лі Дон Ґук — 6 м'ячів

Найкращий захисник
- Моріока Рюдзо

Найкращий воротар
- Цзян Цзінь

Приз справедливої гри (Фейр-Плей)
- Саудівська Аравія

Символічна збірна
| Воротар    | Захисники                                              | Півзахисники                                                                       | Нападники                       |
| ---------- | ------------------------------------------------------ | ---------------------------------------------------------------------------------- | ------------------------------- |
| Цзян Цзінь | - Хон Мьон Бо - Мохаммед Аль-Хілайві - Джамаль Мубарак | - Нанамі Хіросі - Наваф Аль-Тем'ят - Аббас Обеїд - Карім Багері - Накамура Сюнсуке | - Лі Дон Ґук - Такахара Наохіро |

## Статистика

### Бомбардири
| 6 голів - Лі Дон Ґук 5 голів - Нісідзава Акінорі - Такахара Наохіро 3 голи - Ці Хун - Ян Чень - Алі Даеї - Нанамі Хіросі - Таляль аль-Мешаль - Мохаммад Аш-Шальхуб - Наваф Аль-Тем'ят 2 голи - Лі Мін - Карім Багері - Хамід Естілі - Саба Джаїр - Мьодзін Томокадзу - Джасем Аль-Хувайді - Сексан Пітурат | 1 гол - Фань Чжиї - Шень Сі - Су Маочжень - Катан Чатір - Аббас Обеїд - Хайдар Махмуд - Кітадзіма Хідеакі - Мотідзукі Сігейосі - Морісіма Хіроакі - Оно Сіндзі - Янагісава Ацусі - Кім Сан Сік - Лі Йон Пхьо - Нох Чун Йон - Башар Абдулла - Аббас Шагрур - Луїс Фернандеш - Мусса Гожейж - Мохамед аль-Еназі - Абдулнассер аль-Обайдлі - Мухаммед Голам - Марзук аль-Отаїбі - Лущан Сергій Іванович - Касимов Мірджалол Кушакович Автоголи - Фань Чжиї (з Японією) - Моріока Рюдзо (зі Саудівською Аравією) |